# Sant Miquel de Castelló
Sant Miquel de Castelló är ett slott i Spanien.   Det ligger i provinsen Província de Girona och regionen Katalonien, i den östra delen av landet, 500 km öster om huvudstaden Madrid. Sant Miquel de Castelló ligger 953 meter över havet.
Terrängen runt Sant Miquel de Castelló är kuperad.Runt Sant Miquel de Castelló är det glesbefolkat, med 15 invånare per kvadratkilometer. Närmaste större samhälle är Olot, 10,0 km nordost om Sant Miquel de Castelló. I omgivningarna runt Sant Miquel de Castelló växer i huvudsak blandskog.